# Винэксим
ООО «Винэксим» — российская компания - дистрибутор крепкого алкоголя.
Основана в 2000 году.

## Собственники и руководство
На 1 января 2008 собственники компании: ООО «Маиф» (50 %), по 25 % у ООО «Мегаком люкс» и ООО «Меркурий» (подконтрольно Игорю Кесаеву). Полный состав акционеров не раскрывается.
В феврале 2011 года, в результате разногласий с акционерами, компанию покинул известный маркетолог, генеральный бренд-мастер компании Станислав Кауфман (работал в компании с 2001 года, автор брендов «Путинка», «Володя и Медведи», Rublёvka", «Война и Миръ» и др.) http://www.kommersant.ru/doc/1605006 Спустя короткое время компанию покинули все ключевые сотрудники маркетинга «Винэксим». В марте 2012года С.Кауфман основал бренд-агентство Kaufman.).
http://www.spirt-express.ru/novosti/ne-pro/60/ В марте 2014 года Станислав Кауфман был приглашён на должность бренд-директора компании ВЕДК и продолжил работу с брендами Путинка, Столичная, Московская и другими. В марте 2016 года Кауфман был приглашён на должность бренд-директора «Московского завода „Кристалл“» http://www.kommersant.ru/doc/2448952

## Деятельность компании
Заметных позиций на рынке водки компания добилась за счет грамотного маркетинга, созданного бренда «Путинка» и привлечённого бренда «Stolichnaya» (полный ребрендинг проведён С. Кауфманом в 2005 году. В 2007 бренд занимал 2-е место на российском рынке с долей 4,3 %, 1-е было у «Зелёной марки» ГК «Русский алкоголь»). На 2008 год на бренд «Путинка» приходится 80 % продаж компании. С 2003 по 2012 год, «Путинка» входит в Топ-3 самых продаваемых водочных брендов России.
Летом, в августе 2011 «Путинка» и «Stolichnaya» перешли в портфель частно-государственного тандема «Росспиртпром» - «Восточно-Европейская дистрибьюторская компания». В июле 2013 Восточно-Европейская дистрибьюторская компания заключила договор с креативным агентством Станислава Кауфмана о маркетинговом ведении бренда «Путинка» и Московского завода «Кристалл». http://www.rbcdaily.ru/market/562949987517174
В марте 2014 года Станислав Кауфман был приглашён на должность бренд-директора компании ВЕДК. В 2016 году С. Кауфман занял должность бренд-директора Московского завода «Кристалл». С 2016 года продажи и управление «Путинкой» перешли к компании Статус- групп .http://www.kommersant.ru/doc/2448952
«Винэксим» занималась продажами водочных брендов «Rublёvka», «Володя и медведи», «Ленин в разливе», «Гражданская оборона», коньяк «Война и Миръ».
Автором всех брендов компании является Станислав Кауфман. http://www.spirt-express.ru/novosti/ne-pro/60/
Акционеры компании изначально отказались от собственного производства (разливают водку на Московском заводе «Кристалл»), сосредоточив усилия на создании и продвижении собственной продукции.
На российском водочном рынке компания занимала 4,4 % в стоимостном выражении по итогам 1-го полугодия 2008 г. (данные «Бизнес Аналитика»), уступая только ГК «Русский алкоголь» (10,9 %), «Веда» (7,5 %), «Синергия» (5,2 %).
Оборот компании за 2007 г. оценивается в 11,8 млрд руб.

## Развитие компании
- С 1 января 2009 рекламное агентство «Кауфман Продакшн» (на 100 % принадлежит компании «Винэксим», к С.Кауфману отношения не имеет) — основной лицензиат бренда «Советское шампанское», будет организовывать работу производителей бренда, имеющих контракт с ФКП «Союзплодимпорт». «Кауфман Продакшн» обязалось сохранить прежний объём производства «Советского» — и уже подписало ряд договоров с заводами по розливу шампанского.

В свою очередь, за каждую бутылку шампанского «Винэксим» будет отчислять ФКП «Союзплодимпорт» 1,32 руб. в качестве роялти.
Все заказы «Кауфман Продакшн» должны обеспечить около 80 % всего производства «Советского» в РФ (гарантированный объём производства в 2009 году оценивается в 100 млн бутылок). Оставшиеся 20 % будет выпускать Московский комбинат шампанских вин, контракт с которым у «Союзплодоимпорта» истекает в 2014 году,. Позднее, в 2010 году бренд «Советское Шампанское» перешёл в портфель компании ВЕДК.
- С февраля 2009 занимается дистрибуцией коньяков Great Valley и премиального коньяка «Царь Тигран» от кипрско-армянской компании Great Valley. Также начинает продвигать бренд «Белый аист» (владелец — молдавское государственное агропромышленное предприятие «Молдова-Вин»)[6].
- С 1 апреля 2005 «Винэксим» начинает продавать водку под брендом «Столичная» (объём продаж в 2008 году оценивается в 600 тыс. дал). При этом ведутся переговоры о создании СП с эксклюзивным дистрибутором «Столичной» и «Московской» компанией «Алкомир».

В 2005 году компании уже объединялись в СП «Алкомир»—"Винэксим", где по 50 % принадлежало структурам «Алкомира» (по 25 % ООО «НДК Меркурий» и ООО «Мегаком Люкс») и «Винэксима» (контролировал 50 % через ООО «Маиф»). В рамках СП «Винэксим», С.Кауфман и департамент маркетинга провели полный ребрендинг «Столичной»: компания изменила бутылку и этикетку водки, провела успешную рекламную кампанию (под слоганом «Покорив весь мир, она вернулась домой») и изменила цену на продукт из среднего ценового сегмента (до 120 руб. за бутылку 0,5 л) до low-premium (150—200 руб.). Объём продаж вырос с 8 тысяч дал до 50 тысяч дал в месяц. Компании также перенесли розлив водки с завода «ОСТ-Алко» (Черноголовка) на Московский завод «Кристалл». В конце 2007 года СП распалось, «Алкомир» занялся продажами своих водок самостоятельно.
- В 2010 году вышли на рынок водка «Rublevka» в сегменте премиум, коньяк «Война и Миръ» и водка «Ленин в разливе».
- В 2011 году выходит на рынок популярная водка «Володя и медведи».
- В сентябре 2011 г. компания UMB Management Ltd взяла на себя обязанности управления дистрибуцией, маркетингом и продвижением всех марок ООО «Винэксим»[8].

## Банкротство
10 апреля 2012 года руководством ООО «Винэксим» было подано заявление в Арбитражный суд г. Москвы о признании её банкротом. Данное заявление было сделано на основании утери флагманского бренда «Путинка», потерей уникальной на алкогольном рынке маркетинговой структуры, отсутствием собственной производственной площадки и обременительной гарантией акционеров компании за возврат крупного кредита «Россельхозбанку» в размере $100 млн, взятого на строительство торгового комплекса на юго-западе Москвы.
В июле 2012 года Арбитражный суд Московской области признал компанию банкротом. Суд открыл конкурсное производство на срок шесть месяцев и назначил конкурсным управляющим должника Игоря Дмитриева.